# B-10無反動砲
B-10無反動砲は、ソビエト連邦が1954年に開発した口径82mmの無反動砲である。B-10無反動砲は、BTR-50装甲兵員輸送車の後部に搭載して輸送するほか、三脚を折り畳んだ上で砲口部分に車両のフックを引っかけて牽引して輸送する。

## 概要
砲自体は典型的な無反動砲であり、装薬に点火して砲弾を射出する際にガスを砲尾に逃がして反動を相殺する。砲弾にはロケット補助推進機能は無く、対人用の榴弾と、対戦車用の成形炸薬弾が用意されている。
ソビエト連邦軍では、1960年代からロケット補助推進機能を有する新型のSPG-9に更新されていったが、東側諸国に多数供与されており、ベトナム戦争では北ベトナム軍や南ベトナム解放民族戦線に供与されて、アメリカ軍や南ベトナム軍の装甲戦闘車両に対する攻撃に活用されている。
また、九州南西海域工作船事件で自爆・自沈した北朝鮮の工作船からも、B-10無反動砲に類似した口径82mmの無反動砲が1門回収されている。

## 派生型
65式
中国製の派生型。三脚架を二輪を持たないものに換装し、重量を28.2kgにまで軽量化している。
65-1式
中国製の派生型。長距離移動を楽にするため、砲身を二分割可能とした型。

## 運用国

### 現用
- ギニアビサウ - 2024年時点で、ギニアビサウ陸軍がB-10を保有[1]。

## ギャラリー

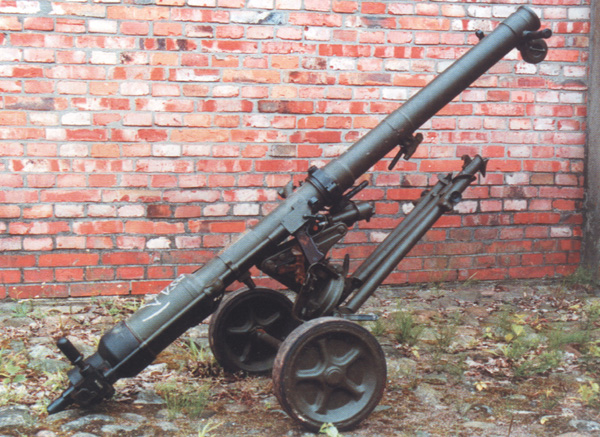
牽引状態のB-10無反動砲
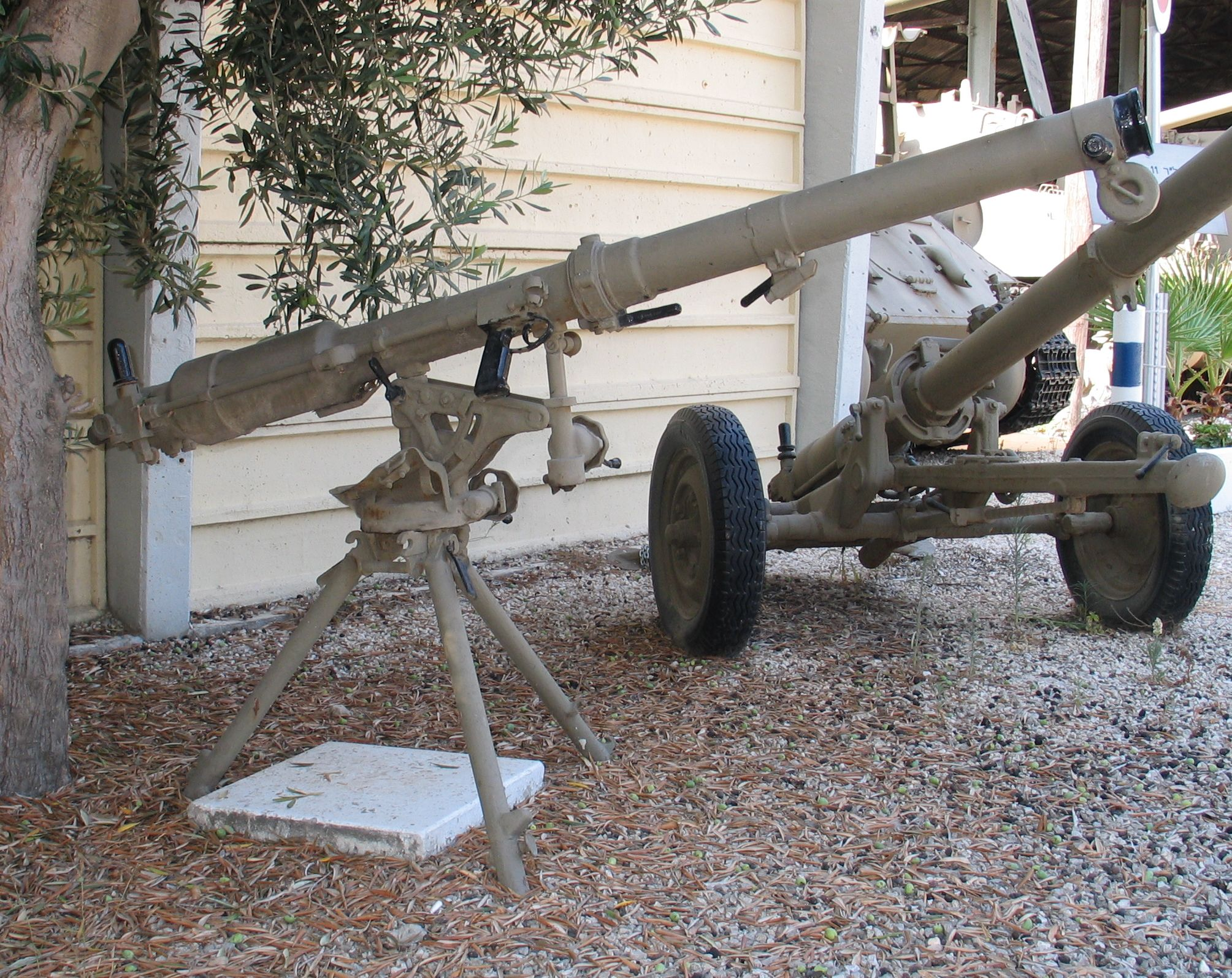
二輪を取り外し、三脚を展開したB-10無反動砲
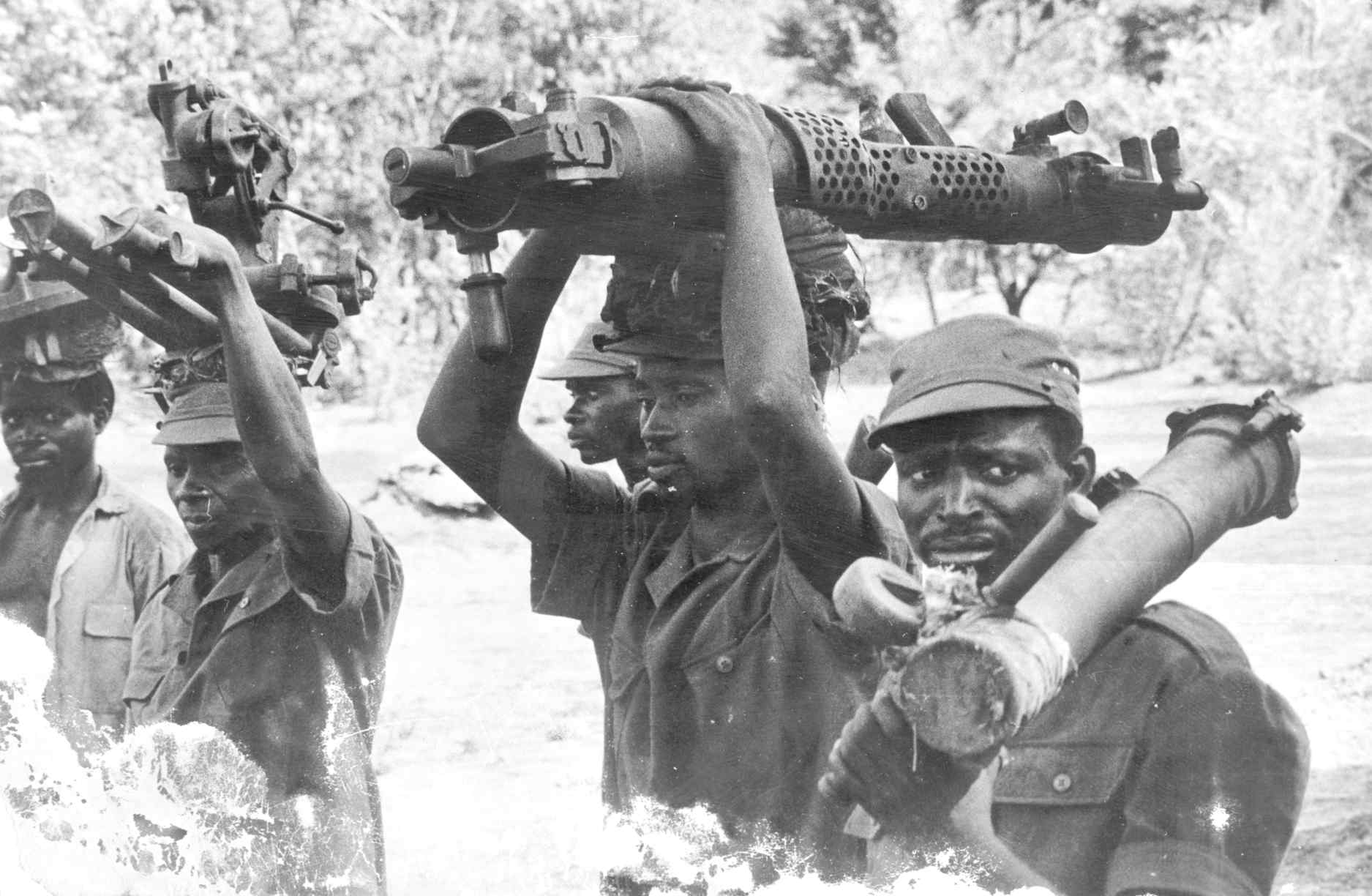
分解したB-10無反動砲を運ぶギニアビサウ軍の兵士（1960年代後半）